# Reakcja Ugiego

Ogólne równanie reakcji Ugiego

Reakcja Ugiego – wieloskładnikowa reakcja chemiczna w chemii organicznej. Reakcja zachodzi między ketonem lub aldehydem a aminą, izonitrylem i kwasem karboksylowym tworząc amid.
Nazwa reakcji pochodzi od nazwiska Ivara Ugiego, który odkrył ją w 1959 roku.
Reakcja Ugiego jest egzotermiczna, a jej szybkość zależy od szybkości wkraplania izonitrylu. Wysokie stężenie (0,5–2,0 M) reagentów daje najwyższe wydajności. Reakcję prowadzi się w rozpuszczalnikach polarnych, aprotycznych np. DMF. Jako rozpuszczalnik można także, z powodzeniem, stosować niektóre rozpuszczalniki polarne i protyczne jak metanol czy etanol. Reakcja nie wymaga stosowania katalizatora. Badania dowiodły, iż powstająca jako produkt uboczny cząsteczka wody przyspiesza reakcję.

## Mechanizm reakcji
W pierwszym etapie reakcji z aminy i ketonu powstaje imina (1). Następcza reakcji iminy z izonitrylem i kwasem karboksylowym daje produkt przejściowy 2, który przegrupowuje się do amidu 3. Dokładny mechanizm powstawania produktu pośredniego 2 nie jest znany.
Reakcję można także przeprowadzić używając jako substratu iminy, bez konieczności jej syntezowania.
Jeden z postulowanych mechanizmów reakcji przedstawiono poniżej.
Amina 1 i keton 2 tworzą iminę 3 oraz jedną cząsteczkę wody. W kolejnej reakcji elementarnej następuje wymiana protonu z kwasu karboksylowego 4 w wyniku czego powstaje jon iminowy 5, który w wyniku addycji nukleofilowej przyłącza izonitryl 6. Przyłączenie następuje pomiędzy terminalnym atomem węgla w izonitrylu i atomem węgla z grupy iminowej. Do powstałego kationu przejściowego 7, w wyniku kolejnej addycji nukleofilowej, przyłącza się reszta kwasu karboksylowego, dając kolejny produkt przejściowy 8. Ostatnim etapem jest przegrupowanie Mumma z przeniesieniem grupy acylowej przy podstawniku R4 z atomu tlenu na atom azotu. Wszystkie etapy, poza przegrupowaniem Mumma, są odwracalne.

## Odmiany

### Połączenie różnych substratów
Używając bifunkcyjnych substratów znacznie zwiększa się różnorodność możliwych produktów reakcji. Reakcję Ugiego można połączyć z wewnątrzcząsteczkową reakcją Dielsa-Aldera.
W przypadku, gdy zamiast kwasu karboksylowego zastosuje się fenol, ostatni etap, którym jest przegrupowanie Mumma, zostanie zastąpiony przegrupowaniem Smilego.
| Połączenie reakcji Ugiego i Dielsa Aldera |  | Połączenie reakcji Ugiego i Smilego |
| Połączenie reakcji Ugiego i Dielsa Aldera |  | Połączenie reakcji Ugiego i Smilego |

Kolejnym przykładem, w którym połączono dwie reakcje jest kombinacja z reakcją Buchwalda-Hartwiga. W połączeniu Ugi-Heck, reakcja Hecka zachodzi w drugim etapie syntezy.
| Połączenie reakcji Ugiego i Buchwalda-Hartwiga |  | Połączenie reakcji Ugiego i Hecka |
| Połączenie reakcji Ugiego i Buchwalda-Hartwiga |  | Połączenie reakcji Ugiego i Hecka |

#### Połączenie kwasu i aminy w jeden związek
Zastosowanie β-aminokwasu daje β-laktam.
Połączenie to opiera się na transferze grupy acylowej, w przegrupowaniu Mumma, z utworzeniem czteroczłonowego pierścienia. Reakcja taka zachodzi w temperaturze pokojowej w metanolu. Przykładowo p-nitrobenzaldehyd tworzy w tej reakcji β-laktampokaany na rysunku z wydajnością 71%. Powstaje mieszanina dwóch stereoizomerów w stosunku 4:1.

#### Połączenie grupy karbonylowej i karboksylowej w jeden związek
Możliwe jest przeprowadzenie reakcji, w której grupy acylowa i karboksylowa znajdują się w jednej cząsteczce. Wynikiem tej reakcji są laktamy o różnej wielkości pierścienia.

## Zastosowanie

### Synteza chemiczna
Reakcja Ugiego daje możliwość syntezy ogromnej ilości nowych związków chemicznych, stosując różne ketony, aldehydy, kwasy i izonitryle. Otrzymane substancje mogą okazać się przydatne w opracowaniu nowych substancji aktywnych farmaceutycznie. Jedyną wadą jest brak różnorodności produktów, jednak połączenie tej reakcji z innymi zwiększa różnorodność otrzymywanych produktów.
Przykładem połączenia reakcji Ugiego z inną reakcją jest synteza izochinoliny, w której zastosowano reakcję Hecka.

### Przemysł farmaceutyczny
Produkty farmaceutyczne otrzymywane w reakcji Ugiego to m.in. indynawir, lidokaina oraz bupiwakaina.